# Fernand Lorphèvre
Fernand Lorphèvre est un footballeur belge ayant évolué durant l'entre-deux-guerres.
Il a joué au White Star de Bruxelles et été sélectionné aux Jeux olympiques de 1924 avec l'équipe de Belgique mais il n'a participé à aucune rencontre avec les Diables Rouges.